# Efeito copycat
Efeito copycat é a descrição de um comportamento de criminosos que repetem ações de assassinos em série. Refere-se a um interesse do criminoso no sensacionalismo provocado pela publicidade de crimes violentos ou suicídios. É também o nome de um livro sobre o assunto de Loren Coleman.

## Casos famosos
- Cho Seung-hui
- Yukio Mishima